# ワシントン・ステカネロ・セルケイラ
ワシントン・ステカネラ・セルケイラ（Washington Stecanela Cerqueira、1975年4月1日 - ）は、ブラジル・連邦直轄区ブラジリア出身の元同国代表の元サッカー選手、政治家。現役時代のポジションはフォワード。

## 選手経歴
インテルナシオナルやグレミオ、トルコのフェネルバフチェなどのクラブに在籍して活躍。フェネルバフチェ在籍時にはUEFAチャンピオンズリーグの予選で当時小野伸二が在籍していたフェイエノールトと対戦した。しかし、クラブは本選には進めなかった。サッカーブラジル代表としても10試合3得点の成績を残しており、2001年に日本で開催されたFIFAコンフェデレーションズカップにも出場した。
フェネルバフチェ入団直後の2002年11月に練習後に胸痛を訴え、虚血性心疾患と診断され、その後2度にわたり経皮的冠動脈形成術を受けた。クラブ側が契約解除するなど一時は選手生命も危ぶまれたが、開胸せずに済んだこともありリハビリを経て復活。2004年に加入したブラジルのアトレチコ・パラナエンセでは、復帰戦でいきなりゴールするなど38試合で34得点を挙げ、ブラジル全国選手権1部の得点記録を塗り替えて得点王となった。
2005年より東京ヴェルディに加入。Jリーグ開幕節、大分トリニータ戦でJリーグ初ゴールとなる決勝ゴールを決め、10月1日のジュビロ磐田戦でハットトリックを決めるなど、リーグ戦で22得点を挙げた一方、主将山田卓也からの周りの選手を使うプレーを取り入れてほしいという要求に応じなかった結果、チームはワシントン以外の攻め手を失った。結局、ワシントンが第28節から第33節まで6試合無得点を喫した間、チームは1分5敗で残留争いを勝ちきれず J2に降格。契約非更新により退団した。
2006年に浦和レッズに加入、8月23日のアルビレックス新潟戦でハットトリックを決めた。Jリーグ最終節では優勝を争うガンバ大阪との直接対決となり、レッズは勝つか引き分ければ優勝が決まる条件の中、ガンバに先制を許すが、この試合で2ゴールを決め、3-2での勝利に貢献しチームに初のJリーグ優勝をもたらした。また最終節を前に1点差で得点ランキングトップに立っていたガンバ大阪のマグノ・アウベス（アウベスはこの試合で1ゴール）に追いつき、共に得点王に輝いた。
しかし2007年、浦和の監督に就任したホルガー・オジェックと起用法などで対立し、以下の様な造反行為を繰り返した。
- 自身の交代指令に激昂し、傍らにあった給水用ペットボトルを蹴散らし、ユニフォームを脱いでベンチ方向へ投げつける。
- 同じく交代指令に激昂し、手首のテーピングを怒り任せに剥がしピッチに叩き付ける。
- 休養の指示を無視し練習を行う（ちなみにこの際は週末に行われた試合の遠征帯同メンバーから外された）。
- PK獲得時に「ロブソン・ポンテに蹴らせろ」という指示を無視して自身でPKを蹴る。

また、Jリーグ在籍3年目を迎えたことによって対戦相手のワシントンに対する研究が進み、マークが厳しくなった影響で前年までの得点力を発揮出来なくなっていた。結局、これらがきっかけとなり、AFCチャンピオンズリーグ制覇やFIFAクラブワールドカップでの3位獲得に貢献したものの、クラブは契約更新を行わず、浦和を退団した。Jリーグでは通算85試合64ゴール、リーグカップでは11試合14ゴールの成績を残した。

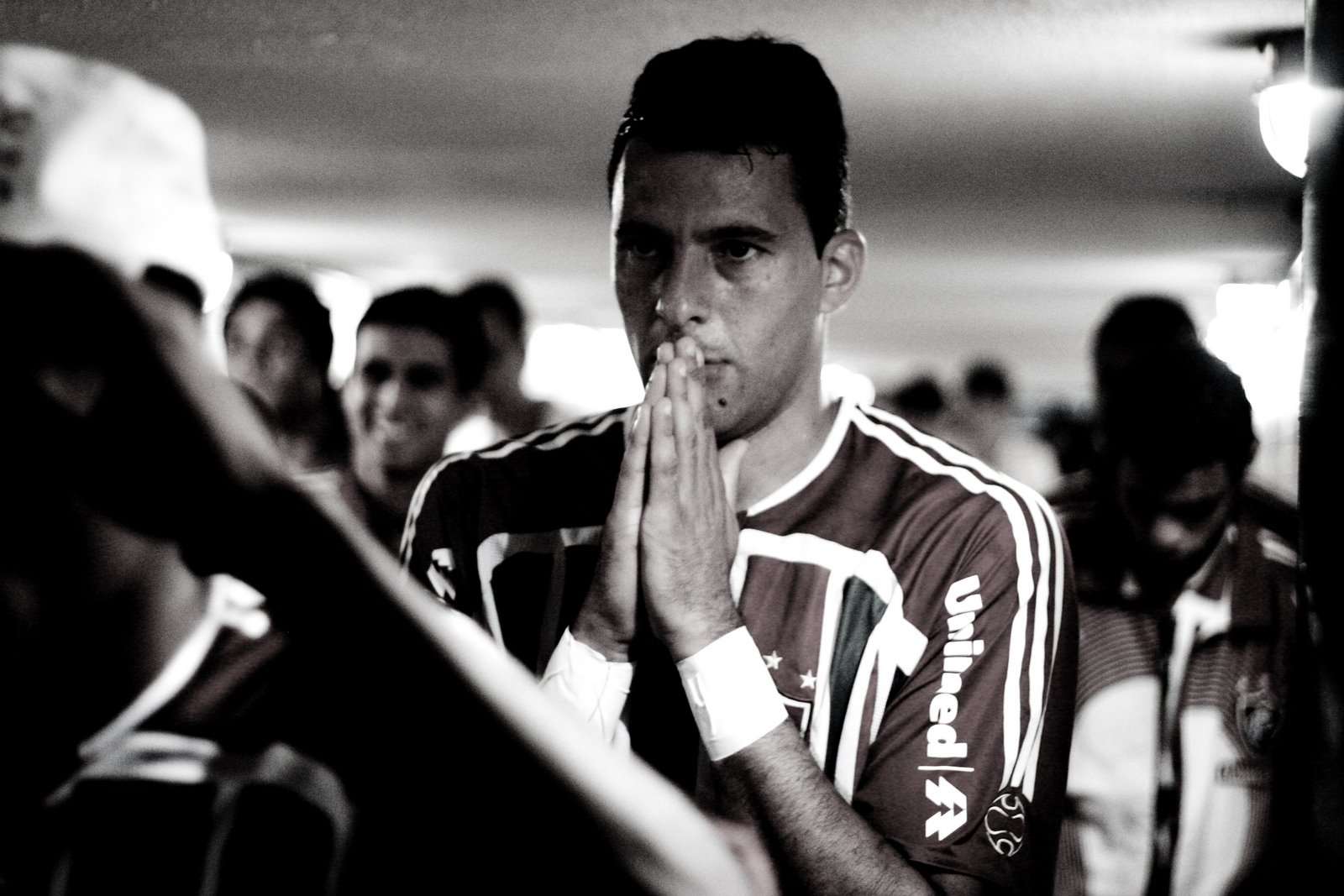
2008年コパ・リベルタドーレス決勝にて

2008年、6年ぶりに母国ブラジルへ帰国しフルミネンセに所属。1年目にしてブラジル全国選手権1部の得点王を獲得。
2009年1月、前年度の活躍が認められ、ブラジル全国選手権3連覇中の王者サンパウロへと移籍した。

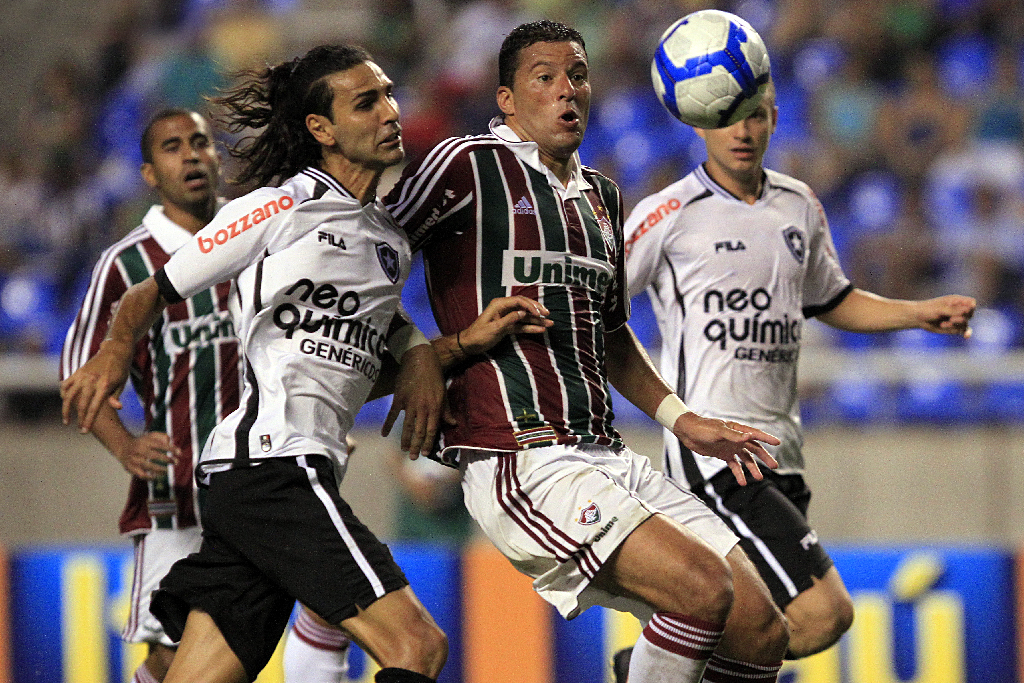
現役晩年フルミネンセ時代（2010年）

2010年7月、フルミネンセに復帰した。元浦和のエメルソンとチームメイトとなり、8月1日に行われたアトレチコ・パラナエンセとの試合ではエメルソンと共に出場し、ワシントンが2点、エメルソンが1点を取り、3-1で勝利。チーム26年ぶりのリーグ優勝を決めた最終節では、エメルソンの決勝点をアシストした。
2011年1月、メディカルチェックでかねてから不安視されていた心臓に問題が見つかったため、現役を引退すると発表した。

## 引退後
引退後は実業家に転じると建設業に従事している。また、政界に進出する意向を示し、貧しい子供たちを支援するための社会プロジェクトを立ち上げた。
2011年9月、民主労働党に加わり、2012年10月のカシアス・ド・スル市議会議員選挙に立候補すると8005票を集めてトップ当選を果たした。

## エピソード・人物
ペナルティキックがあまり得意な選手ではない。2005年の東京V在籍時には、開幕戦と、負ければJ2降格という重要な試合でもPKを外している。2006年11月23日の甲府戦では1試合で2本のPKを立て続けにGKの阿部謙作にセーブされた。その後もキッカーは務めるものの決定率は高いとは言えず、2007年6月20日の神戸戦でも田中達也が得たPKをワシントンが蹴ったが外し、同試合でまたも田中が2度目のPKを得ると今度はポンテがキッカーを務めてしっかり決めたということがあった。また、2008年7月2日のリベルタドーレス杯2008決勝第二レグ後のPK戦でも、フルミネンセ4人目のキッカーを務めたワシントンのシュートがキーパーに止められて決着し、初の南米クラブ王者獲得の機会を逃す結果となった。
東京V在籍時、交代枠がない中でGKが退場した際、急遽GKを務めたことがある。この試合でPKを蹴ったキッカーの小笠原満男はシュートをポストに当てて外しはしたが、ワシントンはシュートコースを読みきっていた。ちなみにこの時本来ならこの試合のサブGKからGK用のユニフォームを借り、着用してプレーするのが普通だが、ワシントンはこの時ユニフォームを借りず、グローブのみを着用してPKに臨んでいた。その試合で使ったグローブは自身が経営するバーに飾ってある。
- 普段は物静かな人物で「趣味は読書」「外出するのはそれほど好きじゃない」と語る。
- 2006年と2007年のオフの日は、古巣の東京Vの試合を現地観戦していた。
- 2006年に共にJ1リーグ得点王に輝いたマグノ・アウベスとは2001年のFIFAコンフェデレーションズカップで2トップを組んだ仲であり、彼のことを「素晴らしいストライカー」と評している。
- ポルトガル語に基づく渾名は本来「シトン」が定番だが、Jリーグクラブに加入後のJリーグ選手（サポーター）らがつけた渾名は「ワシ」又は「ワッシー」で、本人は内心首を傾げているが呼びかけには応じている。

### 心疾患
若い頃から怪我や病気には悩まされ、両足の骨折や糖尿病を発症したこともある。そして心臓は今なお執刀医の検査をしなければならず、2006年の天皇杯を戦う浦和を後にクリスマス休暇で帰国したのも最大の理由は検査のためだった。パフォーマンスはユニフォームのエンブレムがついていることが多く、そして心臓のある左胸を叩くもの。心疾患から復帰したアトレチコ・パラナエンセで始めた。
浦和に入団した2006年、一部の浦和サポーターが、ワシントンが心臓病を克服した選手であることから、ワシントンがゴールを決めるごとに日本心臓財団に寄付を行うチャリティー活動を始めた。この活動は賛同者を多く集め、最終的に100万円を超える額が寄付され、日本心臓財団からワシントンに感謝状が送られた。この活動を全く知らなかったワシントンは当初不思議に思ったが、詳細を聞くと涙を流して喜び、サポーターに感謝した。これをきっかけに浦和と日本心臓財団には交流が生まれ、ワシントンが退団した2008年以降も寄付活動やスタジアムでのチャリティーイベントは続いている。

## 個人成績
| 国内大会個人成績 | 国内大会個人成績   | 国内大会個人成績 | 国内大会個人成績 | 国内大会個人成績 | 国内大会個人成績            | 国内大会個人成績 | 国内大会個人成績 | 国内大会個人成績 | 国内大会個人成績 | 国内大会個人成績 | 国内大会個人成績 |
| 年度             | クラブ             | 背番号           | リーグ           | リーグ戦         | リーグ戦                    | リーグ杯         | リーグ杯         | オープン杯       | オープン杯       | 期間通算         | 期間通算         |
| 年度             | クラブ             | 背番号           | リーグ           | 出場             | 得点                        | 出場             | 得点             | 出場             | 得点             | 出場             | 得点             |
| ブラジル         | ブラジル           | ブラジル         | ブラジル         | リーグ戦         | リーグ戦                    | ブラジル杯       | ブラジル杯       | オープン杯       | オープン杯       | 期間通算         | 期間通算         |
| ---------------- | ------------------ | ---------------- | ---------------- | ---------------- | --------------------------- | ---------------- | ---------------- | ---------------- | ---------------- | ---------------- | ---------------- |
| 1991             | カシアス           |                  | セリエB          |                  |                             |                  |                  |                  |                  |                  |                  |
| 1992             | カシアス           |                  |                  |                  |                             |                  |                  |                  |                  |                  |                  |
| 1993             | カシアス           |                  |                  |                  |                             |                  |                  |                  |                  |                  |                  |
| 1994             | カシアス           |                  |                  |                  |                             |                  |                  |                  |                  |                  |                  |
| 1995             | カシアス           |                  | セリエC          |                  |                             |                  |                  |                  |                  |                  |                  |
| 1996             | カシアス           |                  | セリエC          |                  |                             |                  |                  |                  |                  |                  |                  |
| 1997             | カシアス           |                  | セリエC          |                  |                             |                  |                  |                  |                  |                  |                  |
| 1997             | インテルナシオナル |                  | セリエA          |                  |                             |                  |                  |                  |                  |                  |                  |
| 1997             | グレミオ           |                  | セリエA          |                  |                             |                  |                  |                  |                  |                  |                  |
| 1998             | ポンチ・プレッタ   |                  | セリエA          |                  |                             |                  |                  |                  |                  |                  |                  |
| 1998             | カシアス           |                  | セリエC          |                  |                             |                  |                  |                  |                  |                  |                  |
| 1999             | パラナ             |                  | セリエA          | 20               | 10                          |                  |                  |                  |                  |                  |                  |
| 2000             | パラナ             |                  | セリエA          | 0                | 0                           |                  |                  |                  |                  |                  |                  |
| 2000             | ポンチ・プレッタ   |                  | セリエA          | 23               | 16                          |                  |                  |                  |                  |                  |                  |
| 2001             | ポンチ・プレッタ   |                  | セリエA          | 24               | 18                          |                  |                  |                  |                  |                  |                  |
| 2002             | ポンチ・プレッタ   |                  | セリエA          | 0                | 0                           |                  |                  |                  |                  |                  |                  |
| トルコ           | トルコ             | トルコ           | トルコ           | リーグ戦         | リーグ戦                    | トルコ杯         | トルコ杯         | オープン杯       | オープン杯       | 期間通算         | 期間通算         |
| 2002-03          | フェネルバフチェ   |                  | スュペル・リグ   | 12               | 9                           |                  |                  |                  |                  |                  |                  |
| 2003-04          | フェネルバフチェ   |                  | スュペル・リグ   | 0                | 0                           |                  |                  |                  |                  |                  |                  |
| ブラジル         | ブラジル           | ブラジル         | ブラジル         | リーグ戦         | リーグ戦                    | ブラジル杯       | ブラジル杯       | オープン杯       | オープン杯       | 期間通算         | 期間通算         |
| 2004             | アトレチコ-PR      |                  | セリエA          | 38               | 34                          |                  |                  |                  |                  |                  |                  |
| 日本             | 日本               | 日本             | 日本             | リーグ戦         | リーグ戦                    | リーグ杯         | リーグ杯         | 天皇杯           | 天皇杯           | 期間通算         | 期間通算         |
| 2005             | 東京V              | 9                | J1               | 33               | 22                          | 5                | 5                | 1                | 0                | 39               | 27               |
| 2006             | 浦和               | 21               | J1               | 26               | 26                          | 6                | 9                | 2                | 3                | 34               | 38               |
| 2007             | 浦和               | 21               | J1               | 26               | 16                          | 0                | 0                | 0                | 0                | 26               | 16               |
| ブラジル         | ブラジル           | ブラジル         | ブラジル         | リーグ戦         | リーグ戦                    | ブラジル杯       | ブラジル杯       | オープン杯       | オープン杯       | 期間通算         | 期間通算         |
| 2008             | フルミネンセ       | 9                | セリエA          | 28               | 21                          |                  |                  |                  |                  |                  |                  |
| 2009             | サンパウロ         | 9                | セリエA          | 33               | 17                          |                  |                  |                  |                  |                  |                  |
| 2010             | サンパウロ         | 9                | セリエA          | 6                | 2                           |                  |                  |                  |                  |                  |                  |
| 2010             | フルミネンセ       | 9                | セリエA          | 26               | 8                           |                  |                  |                  |                  |                  |                  |
| 通算             | ブラジル           | ブラジル         | セリエA          | 198              | 126\|\|\|\|\|\|\|\|\|\|\|\| |                  |                  |                  |                  |                  |                  |
| 通算             | トルコ             | トルコ           | スュペル・リグ   | 12               | 9\|\|\|\|\|\|\|\|\|\|\|\|   |                  |                  |                  |                  |                  |                  |
| 通算             | 日本               | 日本             | J1               | 85               | 64                          | 11               | 14               | 3                | 3                | 99               | 81               |
| 総通算           | 総通算             | 総通算           | 総通算           | 295              | 199\|\|\|\|\|\|\|\|\|\|\|\| |                  |                  |                  |                  |                  |                  |

その他の公式戦
- 2005年
  - スーパーカップ 1試合2得点
- 2006年
  - スーパーカップ 1試合1得点
- 2007年
  - スーパーカップ 1試合0得点

| 国際大会個人成績 | 国際大会個人成績 | 国際大会個人成績 | 国際大会個人成績 | 国際大会個人成績 | FIFA      | FIFA      |
| 年度             | クラブ           | 背番号           | 出場             | 得点             | 出場      | 得点      |
| AFC              | AFC              | AFC              | ACL              | ACL              | クラブW杯 | クラブW杯 |
| ---------------- | ---------------- | ---------------- | ---------------- | ---------------- | --------- | --------- |
| 2007年           | 浦和             | 21               | 10               | 1                | 3         | 3         |
| 通算             | AFC              | AFC              | 10               | 1                | 3         | 3         |

その他の国際公式戦
- 2007年
  - A3チャンピオンズカップ 3試合3得点

## 代表歴
- 2001年-2002年 ブラジル代表
  - 2001年 - FIFAコンフェデレーションズカップ

### 試合数
- 国際Aマッチ 9試合 2得点（2001年-2002年）[13]

| ブラジル代表 | 国際Aマッチ | 国際Aマッチ |
| 年           | 出場        | 得点        |
| ------------ | ----------- | ----------- |
| 2001         | 6           | 1           |
| 2002         | 3           | 1           |
| 通算         | 9           | 2           |

## タイトル

### クラブ
東京ヴェルディ
- FUJI XEROX SUPER CUP：2005

浦和レッズ
- J1リーグ：2006
- 天皇杯全日本サッカー選手権大会：2006
- FUJI XEROX SUPER CUP：2006
- AFCチャンピオンズリーグ：2007

フルミネンセ
- ブラジル全国選手権1部：2010

### 個人
- コパ・ド・ブラジル 得点王：2001
- サンパウロ州選手権 得点王：2001
- ブラジル全国選手権1部 得点王：2004、2008
- Jリーグベストイレブン：2006
- J1リーグ 得点王：2006
- Jリーグカップ 得点王：2006
- FIFAクラブワールドカップ 得点王：2007
- A3チャンピオンズカップ 得点王：2007
- 報知プロスポーツ大賞：2006